# Zaniemyśl
Zaniemyśl (in tedesco Santomischel) è un comune rurale polacco del distretto di Środa Wielkopolska, nel voivodato della Grande Polonia.
Ricopre una superficie di 106,76 km² e nel 2004 contava 6 163 abitanti.